# Matthias Gu Zheng
Matthias Gu Zheng SI (chiń. 顧徵; ur. 17 lutego 1937 w Szanghaju) – chiński duchowny rzymskokatolicki, jezuita, biskup, prefekt apostolski Xiningu.

## Biografia
Matthias Gu Zheng pierwszy raz został aresztowany podczas zatrzymań szanghajskich katolików w 1955 i skazany za przestępstwa kontrrewolucyjne na dwa lata obozu pracy w prowincji Heilongjiang. Do Szanghaju powrócił w 1957. Jednak już w kolejnym roku został aresztowany za uczęszczanie do szkoły katolickiej i ponownie został skazany za przestępstwa kontrrewolucyjne. Od 1960 więziony był w obozie reedukacji przez pracę w prowincji Qinghai.
Podczas odwilży na początku lat 80. nawiązał kontakt z duchownymi katolickimi działającymi w prowincji Qinghai, w tym z jezuitą Josephem Fan Zhongliangiem, z którym był aresztowany w 1955. 30 lipca 1982 otrzymał święcenia prezbiteriatu i został kapłanem podziemnego Towarzystwa Jezusowego.
11 września 1991 potajemnie przyjął sakrę biskupią z rąk biskupa Xianxian Paula Li Zhenronga SI i został podziemnym prefektem apostolskim Xiningu - misji obejmującej prowincję Qinghai. Miał uznanie Stolicy Apostolskiej, jednak jego sakra nie była uznawana przez władze państwowe.
Pod koniec lat 90. w wyniku sporów wśród duchownych prefektury dotyczących m.in. przystąpienia (bądź nie) do Patriotycznego Stowarzyszenia Katolików Chińskich, za radą kierującego diecezją szanghajską bpa Fan Zhonglianga, powrócił do rodzinnego Szanghaju. Od powrotu był stale inwigilowany przez służby państwowe, które utrudniały mu pracę duszpasterską, a nawet możliwość zamieszkania przez dłuższy okres w jednym miejscu. Nie zezwolono mu także na powrót do Xiningu.
Od wyjazdu bp Gu Zheng faktycznie nie pełni urzędu ordynariusza Xiningu. Nigdy nie mianowano jednak kolejnego prefekta apostolskiego Xiningu, brak również informacji o zrzeczeniu się przez bpa Gu Zhenga tej funkcji.